# Asmedia mimica
Asmedia mimica là một loài bọ cánh cứng trong họ Cerambycidae.